# Louis Marc (water-polo)
Pour les articles homonymes, voir Louis Marc.
Louis Marc est un joueur français de water polo et un nageur né le 27 juillet 1880 à Aubers et mort le 26 mai 1946 à Camphin-en-Carembault.
Il obtient la médaille de bronze en water-polo aux Jeux olympiques de 1900. Il est aussi huitième en nage sous l'eau et neuvième en course d'obstacles. Il est aussi membre du jury pour les épreuves de natation et water-polo lors de ces mêmes jeux.